# دارگولزا
دارگولزا (به لهستانی:  Dargoleza) یک روستا در لهستان است که در گمینا گوووچتسه واقع شده‌است. دارگولزا ۱۸۰ نفر جمعیت دارد.